# Monsieur Verdoux
Monsieur Verdoux is een Amerikaanse zwarte komedie uit 1947 onder regie van Charlie Chaplin.
Het scenario van de film, naar een idee van Orson Welles, was geïnspireerd op de zaak van de vrouwenmoordenaar Henri-Désiré Landru.

## Verhaal
Henri Verdoux beweert thuis dat hij voor zijn werk vaak op reis moet. Intussen maakt hij echter oude vrijsters het hof en steelt vervolgens hun geld. Uiteindelijk doodt hij de vrouw in kwestie.

## Rolverdeling
| Acteur           | Personage         |
| ---------------- | ----------------- |
| Charlie Chaplin  | Henri Verdoux     |
| Mady Correll     | Mona Verdoux      |
| Allison Roddan   | Peter Verdoux     |
| Robert Lewis     | Maurice Bottello  |
| Audrey Betz      | Martha Bottello   |
| Martha Raye      | Annabelle Bonheur |
| Isobel Elsom     | Marie Grosnary    |
| Margaret Hoffman | Lydia Floray      |